# 양은용
양은용(1978년 7월 15일 ~ )은 대한민국의 배우이다. 1997년 SBS 7기 공채 탤런트로 데뷔하였다.

## 학력
- 서울예술대학 연극영화과

## 출연 작품

### 드라마
- 1997년 SBS 《여자》
- 1997년 SBS 《모델》
- 1997년 SBS 《아름다운 그녀》
- 1997년 SBS 《지평선 너머》
- 1997년 SBS 《화이트 크리스마스》
- 1998년 SBS 《겨울 지나고 봄》 - 엄여랑 역
- 1998년 SBS 《서울 탱고》
- 1998년 SBS 《사랑해 사랑해》
- 1998년 SBS 《미스터Q》
- 1998년 SBS 《로맨스》
- 1998년 SBS 《7인의 신부》
- 1998년 SBS 《포옹》
- 1998년 SBS 《승부사》
- 1998년 SBS 《미우나 고우나》
- 1999년 SBS 《지금은 사랑할 때》
- 1999년 SBS 《젊은 태양》
- 1999년 SBS 《그녀의 선택》
- 1999년 SBS 《토마토》
- 1999년 SBS 《파도》
- 1999년 SBS 《해피투게더》
- 1999년 SBS 《황제의 식탁》
- 1999년 SBS 《달콤한 신부》
- 2000년 SBS 《불꽃》
- 2000년 SBS 《덕이》
- 2000년 SBS 《천사의 분노》
- 2000년 SBS 《여자만세》
- 2001년 KBS 《비단향꽃무》 - 유혜빈 역
- 2005년 KBS2 《드라마시티 - 블랙메일》 - 은주 역
- 2007년 KBS2 《드라마시티 - 쉘 위 밸리댄스?》 - 추예지 역
- 2008년 SBS 수목드라마 《온에어》- 기자 역
- 2009년 KBS1 대하드라마 《천추태후》- 헌숙황후 역
- 2011년 ~ 2012년 OCN 금요드라마 《특수사건 전담반 TEN》 - 조수영 역
- 2012년 OCN 《신의 퀴즈 3》 - 노경주 역
- 2012년 SBS 《바보엄마》 - 강현주 역
- 2012년 SBS플러스 《그대를 사랑합니다》 - 경수 처 역
- 2014년 OCN 《귀신 보는 형사 처용》 - 박명희 역
- 2014년 tvN 《연애 말고 결혼》 - 고은이 엄마 역
- 2014년~2015년 SBS 《미녀의 탄생》 - 한태희의 어머니 역
- 2014년~2015년 OCN 《닥터 프로스트》 - 강진욱의 어머니 역
- 2015년 TV조선 & tvN 《위대한 이야기 - 이산가족 이야기 (TV조선) / 놓지 말자 정신줄 (tvN)》
- 2016년 tvN 《시그널》 - 신다혜의 언니 역

### 영화
- 2000년 《인터뷰》 - 본인 역
- 2002년 《공공의 적》 - 영신 역
- 2002년 《재밌는 영화》 - 여자 진행자 역
- 2002년 《케이티》 - 이정미 역
- 2005년 《내부순환선》 - 영주 역
- 2006년 《양아치어조》 - 현진 역
- 2006년 《팔월의 일요일들》 - 시내 역
- 2006년 《사랑을 놓치다》 - 두리 역
- 2006년 《내 청춘에게 고함》 - segment 근우 - 분홍옷 여자 역
- 2008년 《멋진 하루》 - 희수 동창 1 역
- 2009년 《독》 - 영애 역
- 2009년 《라라 선샤인》 - 김수진 역
- 2009년 《시크릿》 - 은영 역
- 2009년 《헬로우 마이 러브》 - 여진영 역
- 2009년 《영화, 한국을 만나다》 - segment 방학 - 영옥 역
- 2010년 《경》 - 정경 역
- 2010년 《비밀애》 - 편집장 역
- 2010년 《내 깡패 같은 애인》 - 의사 역 (우정출연)
- 2010년 《헬로우 고스트》 - 소품차 사장 아내 역
- 2011년 《나 나 나: 여배우 민낯 프로젝트》 - 본인 역
- 2012년 《화차》 - 기태 처 역 (특별출연)
- 2012년 《화이팅 패밀리》 - segment 해마 가족 - 연정 역
- 2014년 《숙희》 - 정숙 역
- 2014년 《상의원》 - 정경부인 역

### 뮤직비디오
- 2004년 탁재훈 - 참 다행이야